# Deuxième district congressionnel de Californie
Le 2e district congressionnel de Californie est un district situé en Californie. Jared Huffman, un Démocrate, représente le district depuis janvier 2013. Il englobe la région de la côte nord et les zones adjacentes de l'État. Il s'étend du Golden Gate Bridge jusqu'à la frontière de l'Oregon et comprend toutes les portions de l'autoroute 101 en Californie qui se trouvent au nord de San Francisco, à l'exception d'un tronçon dans le Comté de Sonoma. Le district comprend les comtés de Marin, Mendocino, Humboldt, Del Norte et Trinity, ainsi que des parties du Comté de Sonoma et une infime partie de la ville et du Comté de San Francisco. Les villes du district comprennent San Rafael, Petaluma, Novato, Windsor, Healdsburg, Ukiah, Fort Bragg, Fortuna, Eureka, Arcata, McKinleyville, Crescent City et le nord-ouest de Santa Rosa,. 

## Histoire
De 2003 jusqu'au redécoupage par la California Citizens Redistricting Commission qui est entré en vigueur en 2013, le 2e district englobait une grande partie de l'extrême nord de l'État, de la vallée centrale au nord de Sacramento à la frontière de l'Oregon. Il se composait des comtés de Colusa, Glenn, Shasta, Siskiyou, Sutter, Tehama, Trinity et Yuba, ainsi que des parties des comtés de Butte et Yolo.
Le quartier avait une histoire politique radicalement différente de son incarnation actuelle. Alors que l'actuel 2e est l'un des districts les plus Démocrates de Californie, l'ancien 2e était un bastion Républicain depuis près de trois décennies. Une grande partie de ce territoire est désormais le 1er arrondissement, tandis que la majeure partie de l'actuel 2e était partagé entre les 1er et 6e arrondissements de 2003 à 2013.

## Historique de vote
| Année | Poste               | Résultats                         |
| ----- | ------------------- | --------------------------------- |
| 1990  | Gouverneur          | Wilson 56,8 % - 37,4 %            |
| 1992  | Président           | Bush 38,7 % - 35,7 %              |
| 1992  | Sénateur            | Herschensohn (en) 52,7 % - 35,6 % |
| 1992  | Sénateur (Spéciale) | Seymour 47,0 % - 29,7 %           |
| 1994  | Gouverneur          | Wilson 64,2 % - 29,7 %            |
| 1994  | Sénateur            | Huffington 57,8 % – 32,8 %        |
| 1996  | Président           | Dole 50,9 % – 36,1 %              |
| 1998  | Gouverneur          | Lungren 50,6 % – 45,1 %           |
| 1998  | Sénateur            | Fong (en) 56,3 % – 38,3 %         |
| 2000  | Président           | Bush 59,2 %– 34,1 %               |
| 2000  | Sénateur            | Campbell (en) 50,9 % – 39,5 %     |
| 2002  | Gouverneur          | Simon (en) 57,6 % – 31,1 %        |
| 2003  | Recall              | Oui 70,5 % - 29,5 %               |
| 2003  | Recall              | Schwarzenegger 57,6 % – 18,5 %    |
| 2004  | Président           | Bush 62,0 % – 36,6 %              |
| 2004  | Sénateur            | Jones (en) 55,5 % – 39,6 %        |
| 2006  | Gouverneur          | Schwarzenegger 70,5 % – 23,7 %    |
| 2006  | Sénateur            | Mountjoy (en) 51,8 % – 42,0 %     |
| 2008  | Président           | McCain 55,0 % – 42,6 %            |
| 2010  | Gouverneur          | Whitman 55,2 % – 37,6 %           |
| 2010  | Sénateur            | Fiorina 60,2 % – 31,9 %           |
| 2012  | Président           | Obama 68,7 % – 26,8 %             |
| 2012  | Sénateur            | Feinstein 72,6 % – 27,4 %         |
| 2014  | Gouverneur          | Brown 73,5 % – 26,5 %             |
| 2016  | Président           | Clinton 69,0 % – 23,3 %           |
| 2016  | Sénateur            | Harris 73,8 % – 26,2 %            |
| 2018  | Gouverneur          | Newsom 72,1 % – 27,9 %            |
| 2018  | Sénateur            | Feinstein 56,6 % – 43,4 %         |
| 2020  | Président           | Biden 73,6 % – 23,9 %             |
| 2021  | Recall              | Non 73,2 % – 26,8 %               |
| 2022  | Gouverneur          | Newsom 70,7 % – 29,3              |
| 2022  | Sénateur            | Padilla 72,7 % – 27,3 %           |

## Géographie
| #   | Comté     | Siège         | Population |
| --- | --------- | ------------- | ---------- |
| 15  | Del Norte | Crescent City | 26 589     |
| 23  | Humboldt  | Eureka        | 133 985    |
| 41  | Marin     | San Rafael    | 254 407    |
| 45  | Mendocino | Ukiah         | 89 108     |
| 97  | Sonoma    | Santa Rosa    | 481 812    |
| 105 | Trinity   | Weaverville   | 15 670     |

Depuis le redécoupage de 2020, le 2e district de Californie est situé sur la côte nord. Il englobe les comtés de Del Norte, Humboldt, Marin, Mendocino et Trinity, ainsi que la majeure partie du Comté de Sonoma. Sont également inclus une petite partie de la ville et du Comté de San Francisco, à l'extrémité est d'Angel Island, dans la Baie de San Francisco ; plus de 99 % de l'île se trouve dans le Comté de Marin.
Le Comté de Sonoma est divisé entre ce district et le 4e district. Ils sont divisés par la Rivière Petaluma, l'autoroute 116, l'autoroute Redwood, Robber Rd, Petersen Rd, Llano Rd, S Wright Rd, W College Ave, Jennings Ave, Administration Dr, Bicentennial Way, Cleveland Ave, Old Redwood Highway, Cross Creek Rd. , Sonoma Highway et Sonoma Creek. Le 2e district comprend le District Monroe de Santa Rosa et les villes de Petaluma et Healdsburg.

### Villes et census-designated places de 10 000 personnes ou plus
- Santa Rosa - 300 213
- San Rafael - 61 271
- Petaluma - 59 776
- Novato - 53 225
- Eureka - 26 512
- Windsor - 26 344
- Arcata - 18 857
- Ukiah - 16 607
- McKinleyville - 16 262
- Mill Valley - 14 231
- Larkspur - 13 064
- San Anselmo - 12 830
- Fortuna - 12 516
- Tamalpais-Homestead Valley - 11 492
- Heladsburg - 11 137
- Corte Madera - 10 222

### Villes de 2500 à 10 000
- Tiburon - 9146
- Cloverdale - 8996
- Larkfiled-Wikiup - 8884
- Fairfax - 7605
- Sebastopol - 7448
- Sausalito - 7269
- Fort Bragg - 6983
- Kentfiled - 6808
- Crescent City - 6673
- Lucas Valley-Marinwood - 6259
- Strawberry - 5447
- Willits - 4988
- Myrtletown - 4882
- Guerneville - 4552
- Santa Venetia - 4289
- Weaverville - 3667
- Humboldt Hill - 3498
- Rio Dell - 3379
- Brooktrails - 3632
- Forestville - 3293
- Cutten - 3223
- Pine Hills - 3186
- Hoopa - 3167
- Marin City - 2993
- Bayview - 2619
- Bertsh-Oceanview - 2520

## Liste des représentants du district
| Représentant                 | Parti                    | Période                         | Congrès     | Histoire électorale | Zone géographique |
| ---------------------------- | ------------------------ | ------------------------------- | ----------- | --- | --- |
| District créé le 4 mars 1865 |                          |                                 |             | | |
| William Higby (en)           | Républicain              | 4 mars 1865 - 3 mars 1869       | 39e , 40e   | Redécoupage du district at-large et réélu en 1864. Réélu en 1867. Perds sa réélection. | 1865–1873 Alameda, Alpine, Amador, Calaveras, Contra Costa, El Dorado, Mono, Nevada, Placer, Sacramento, San Joaquin, Tuolumne                                                                             |
| Aaron A. Sargent (en)        | Républicain              | 4 mars 1869 - 3 mars 1873       | 41e , 42e   | Élu en 1868. Réélu en 1871. Retrait pour se présenter comme Sénateur des États-Unis. | 1865–1873 Alameda, Alpine, Amador, Calaveras, Contra Costa, El Dorado, Mono, Nevada, Placer, Sacramento, San Joaquin, Tuolumne                                                                             |
| Horace F. Page (en)          | Républicain              | 4 mars 1873 - 3 mars 1883       | 43e - 47e   | Élu en 1872 Réélu en 1875. Réélu en 1876. Réélu en 1879. Réélu en 1880. Perds sa réélection. | 1873–1885 Alameda, Alpine, Amador, Calaveras, Contra Costa, El Dorado, Nevada, Placer, Sacramento, San Joaquin, Tuolumne                                                                                   |
| James Budd                   | Démocrate                | 4 mars 1883 - 3 mars 1885       | 48e         | Élu en 1882. Retrait. | 1873–1885 Alameda, Alpine, Amador, Calaveras, Contra Costa, El Dorado, Nevada, Placer, Sacramento, San Joaquin, Tuolumne                                                                                   |
| James A. Louttit (en)        | Républicain              | 4 mars 1885 - 3 mars 1887       | 49e         | Élu en 1884. Retrait. | 1885–1893Alameda, Butte, Calaveras, El Dorado, Mariposa, Merced, Nevada, Placer, San Joaquin, Stanislaus, Sutter, Tuolumne, Yuba                                                                           |
| Marion Biggs (en)            | Démocrate                | 4 mars 1887 - 3 mars 1891       | 50e , 51e   | Élu en 1886. Réélu en 1888. Retrait. | 1885–1893Alameda, Butte, Calaveras, El Dorado, Mariposa, Merced, Nevada, Placer, San Joaquin, Stanislaus, Sutter, Tuolumne, Yuba                                                                           |
| Anthony Caminetti (en)       | Démocrate                | 4 mars 1891 - 3 mars 1895       | 52e , 53e   | Élu en 1890. Réélu en 1892. Perds sa réélection. | 1885–1893Alameda, Butte, Calaveras, El Dorado, Mariposa, Merced, Nevada, Placer, San Joaquin, Stanislaus, Sutter, Tuolumne, Yuba                                                                           |
| Anthony Caminetti (en)       | Démocrate                | 4 mars 1891 - 3 mars 1895       | 52e , 53e   | Élu en 1890. Réélu en 1892. Perds sa réélection. | 1893–1903 Alpine, Amador, Butte, Calaveras, El Dorado, Inyo, Mariposa, Mono, Nevada, Placer, Sacramento, San Joaquin, Sutter, Tuolumne, Yuba                                                               |
| Grove L. Johnson (en)        | Républicain              | 4 mars 1895 - 3 mars 1897       | 54e         | Élu en 1894. Perds sa réélection. | |
| Marion De Vries (en)         | Démocrate                | 4 mars 1897 - 20 août 1900      | 55e , 56e   | Élu en 1896. Réélu en 1898. Démissionne lorsque nommé comme membre du Board of General Appraiser | |
| Vacant                       | Vacant                   | 20 août 1900 - 3 décembre 1900  | 56e         | | |
| Samuel D. Woods (en)         | Républicain              | 3 décembre 1900 - 3 mars 1903   | 56e , 57e   | Élu pour finir le mandat de De Vries. Retrait. | |
| Theodore Arlington Bell (en) | Démocrate                | 4 mars 1903 - 3 mars 1905       | 58e         | Élu en 1902. Perds sa réélection. | 1903–1913 Butte, Colusa, Glenn, Lake, Marin, Mendocino, Napa, Sacramento, Sonoma, Sutter, Yolo, Yuba |
| Duncan E. McKinlay (en)      | Républicain              | 4 mars 1905 - 3 mars 1911       | 59e - 61e   | Élu en 1904. Réélu en 1906. Réélu en 1908. Perds sa renomination face à Kent. | 1903–1913 Butte, Colusa, Glenn, Lake, Marin, Mendocino, Napa, Sacramento, Sonoma, Sutter, Yolo, Yuba |
| William Kent (en)            | Républicain Progressiste | 4 mars 1911 - 3 mars 1913       | 62e         | Élu en 1910. Redécoupage vers le 1er district. | 1903–1913 Butte, Colusa, Glenn, Lake, Marin, Mendocino, Napa, Sacramento, Sonoma, Sutter, Yolo, Yuba |
| John E. Raker (en)           | Démocrate                | 4 mars 1913 - 22 janvier 1926   | 63e - 69e   | Redécoupage depuis le 1er district et réélu en 1912. Réélu en 1914. Réélu en 1916. Réélu en 1918. Réélu en 1920. Réélu en 1922. Réélu en 1924. Décès                                                                                          | 1913–1933 Alpine, Amador, Calaveras, El Dorado, Lassen, Mariposa, Modoc, Nevada, Placer, Plumas, Shasta, Sierra, Siskiyou, Tehama, Trinity,Tuolumne                                                        |
| Vacant                       | Vacant                   | 22 janvier 1926 - 31 août 1926  | 69e         | | 1913–1933 Alpine, Amador, Calaveras, El Dorado, Lassen, Mariposa, Modoc, Nevada, Placer, Plumas, Shasta, Sierra, Siskiyou, Tehama, Trinity,Tuolumne                                                        |
| Harry Lane Englebright (en)  | Républicain              | 31 août 1926 - 13 mai 1943      | 69e - 78e   | Élu pour terminer le mandat de Raker. Réélu en 1926. Réélu en 1928. Réélu en 1930. Réélu en 1932. Réélu en 1934. Réélu en 1936. Réélu en 1938. Réélu en 1940. Réélu en 1942.                                                                  | 1913–1933 Alpine, Amador, Calaveras, El Dorado, Lassen, Mariposa, Modoc, Nevada, Placer, Plumas, Shasta, Sierra, Siskiyou, Tehama, Trinity,Tuolumne                                                        |
| Harry Lane Englebright (en)  | Républicain              | 31 août 1926 - 13 mai 1943      | 69e - 78e   | Élu pour terminer le mandat de Raker. Réélu en 1926. Réélu en 1928. Réélu en 1930. Réélu en 1932. Réélu en 1934. Réélu en 1936. Réélu en 1938. Réélu en 1940. Réélu en 1942.                                                                  | 1933–1953 Alpine, Amador, Calaveras, El Dorado, Inyo, Lassen, Mariposa, Modoc, Mono, Nevada, Placer, Plumas, Shasta, Sierra, Siskiyou, Tehama, Trinity,Tuolumne                                            |
| Vacant                       | Vacant                   | 13 mai 1943 - 31 août 1943      | 78e         | | |
| Clair Engle (en)             | Démocrate                | 31 août 1943 - 3 janvier 1959   | 78e - 85e   | Élu pour finir le mandat d'Englebright. Réélu en 1944. Réélu en 1946. Réélu en 1948. Réélu en 1950. Réélu en 1952. Réélu en 1954. Réélu en 1956. Retrait pour se présenter comme sénateur des États-Unis.                                     | |
| Clair Engle (en)             | Démocrate                | 31 août 1943 - 3 janvier 1959   | 78e - 85e   | Élu pour finir le mandat d'Englebright. Réélu en 1944. Réélu en 1946. Réélu en 1948. Réélu en 1950. Réélu en 1952. Réélu en 1954. Réélu en 1956. Retrait pour se présenter comme sénateur des États-Unis.                                     | 1953–1963 Alpine, Amador, Butte, Calaveras, El Dorado, Inyo, Lassen, Mariposa, Modoc, Mono, Nevada, Placer, Plumas, Shasta, Sierra, Siskiyou, Tehama, Trinity,Tuolumne                                     |
| Harold T. Johnson            | Démocrate                | 3 janvier 1959 - 3 janvier 1975 | 86e - 93e   | Élu en 1958. Réélu en 1960. Réélu en 1962. Réélu en 1964. Réélu en 1966. Réélu en 1968. Réélu en 1970. Réélu en 1972. Redécoupage vers le 1er district.                                                                                       | |
| Harold T. Johnson            | Démocrate                | 3 janvier 1959 - 3 janvier 1975 | 86e - 93e   | Élu en 1958. Réélu en 1960. Réélu en 1962. Réélu en 1964. Réélu en 1966. Réélu en 1968. Réélu en 1970. Réélu en 1972. Redécoupage vers le 1er district.                                                                                       | 1963–1973 Alpine, Amador, Butte, Calaveras, El Dorado, Inyo, Lassen, Madera, Mariposa, Modoc, Mono, Nevada, Placer, Plumas, Shasta, Sierra, Siskiyou, Tehama, Trinity,Tuolumne                             |
| Harold T. Johnson            | Démocrate                | 3 janvier 1959 - 3 janvier 1975 | 86e - 93e   | Élu en 1958. Réélu en 1960. Réélu en 1962. Réélu en 1964. Réélu en 1966. Réélu en 1968. Réélu en 1970. Réélu en 1972. Redécoupage vers le 1er district.                                                                                       | 1973–1975 Alpine, Butte, Lassen, Modoc, Nevada, Placer, Plumas, Shasta, Sierra, Siskiyou, Tehama, Trinity                                                                                                  |
| Donald H. Clausen (en)       | Républicain              | 3 janvier 1975 - 3 janvier 1983 | 94e - 97e   | Redécoupage depuis le 1er district et réélu en 1974. Réélu en 1976. Réélu en 1978. Réélu en 1980. | 1975–1983 Del Norte, Humboldt, Mendocino, Napa, Sonoma |
| Eugene A. Chappie (en)       | Républicain              | 3 janvier 1983 - 3 janvier 1987 | 98e , 99e   | Redécoupage depuis le 1er district et réélu en 1982. Réélu en 1984. Retrait. | 1983–1993 Butte, Colusa, Glenn, Lake (en majorité), Napa (partie nord), Nevada (petite partie), Shasta, Siskiyou, Sutter, Tehama, Trinity, Yuba                                                            |
| Wally Herger (en)            | Républicain              | 3 janvier 1987 - 3 janvier 2013 | 100e - 112e | Élu en 1986. Réélu en 1988. Réélu en 1990. Réélu en 1992. Réélu en 1994. Réélu en 1996. Réélu en 1998. Réélu en 2000. Réélu en 2002. Réélu en 2004. Réélu en 2006. Réélu en 2008. Réélu en 2010. Redécoupage vers le 1er district et retrait. | 1983–1993 Butte, Colusa, Glenn, Lake (en majorité), Napa (partie nord), Nevada (petite partie), Shasta, Siskiyou, Sutter, Tehama, Trinity, Yuba                                                            |
| Wally Herger (en)            | Républicain              | 3 janvier 1987 - 3 janvier 2013 | 100e - 112e | Élu en 1986. Réélu en 1988. Réélu en 1990. Réélu en 1992. Réélu en 1994. Réélu en 1996. Réélu en 1998. Réélu en 2000. Réélu en 2002. Réélu en 2004. Réélu en 2006. Réélu en 2008. Réélu en 2010. Redécoupage vers le 1er district et retrait. | 1993–2003 Butte (sauf Gridley), Lassen, Modoc, Nevada, Plumas, Shasta, Sierra, Siskiyou, Trinity, Yuba |
| Wally Herger (en)            | Républicain              | 3 janvier 1987 - 3 janvier 2013 | 100e - 112e | Élu en 1986. Réélu en 1988. Réélu en 1990. Réélu en 1992. Réélu en 1994. Réélu en 1996. Réélu en 1998. Réélu en 2000. Réélu en 2002. Réélu en 2004. Réélu en 2006. Réélu en 2008. Réélu en 2010. Redécoupage vers le 1er district et retrait. | 2003–2013 Butte (en majorité), Colusa, Glenn, Shasta, Siskiyou, Sutter, Tehama, Trinity, Yolo (partie nord), Yuba                                                                                          |
| Jared Huffman                | Démocrate                | 3 janvier 2013 - en cours       | 113e - 119e | Élu en 2012. Réélu en 2014. Réélu en 2016. Réélu en 2018. Réélu en 2020. Réélu en 2022. Réélu en 2024. | 2013–2023 Côte Nord de la Californie incluant les comtés de Del Norte, Humboldt, Marin, Mendocino et Trinity, ainsi que la partie côtière du Comté de Sonoma et des parties de San Francisco 2023–en cours |

## Résultats des récentes élections
Voici les résultats des dix précédents cycles électoraux dans le district.
Note : Pour les résultats depuis 1864 voir la page originale (en anglais) juste ici :  Résultats (en)

### 2004
| Parti           | Parti                       | Candidat                    | Votes   | %    |
| --------------- | --------------------------- | --------------------------- | ------- | ---- |
|                 | Républicain                 | Wally Herger (en) (sortant) | 182 119 | 66,9 |
|                 | Démocrate                   | Mike Johnson                | 90 310  | 33,1 |
| Total des votes | Total des votes             | Total des votes             | 272 429 | 100% |
|                 | Les Républicains conservent |                             |         |      |

### 2006
| Parti           | Parti                       | Candidat                    | Votes   | %    |
| --------------- | --------------------------- | --------------------------- | ------- | ---- |
|                 | Républicain                 | Wally Herger (en) (sortant) | 134 911 | 64,2 |
|                 | Démocrate                   | Arjinderpal Sekhon          | 68 234  | 32,5 |
|                 | Libertarien                 | E. Kent Hinesley            | 7057    | 3,3  |
| Total des votes | Total des votes             | Total des votes             | 210 202 | 100% |
|                 | Les Républicains conservent |                             |         |      |

### 2008
| Parti           | Parti                       | Candidat                    | Votes   | %    |
| --------------- | --------------------------- | --------------------------- | ------- | ---- |
|                 | Républicain                 | Wally Herger (en) (sortant) | 163 459 | 57,9 |
|                 | Démocrate                   | Jeff Morris                 | 118 878 | 42,1 |
| Total des votes | Total des votes             | Total des votes             | 228 356 | 100% |
|                 | Les Républicains conservent |                             |         |      |

### 2010
| Parti           | Parti                       | Candidat                    | Votes   | %    |
| --------------- | --------------------------- | --------------------------- | ------- | ---- |
|                 | Républicain                 | Wally Herger (en) (sortant) | 129 984 | 57,1 |
|                 | Démocrate                   | Jim Reed                    | 97 514  | 42,9 |
| Total des votes | Total des votes             | Total des votes             | 227 498 | 100% |
|                 | Les Républicains conservent |                             |         |      |

### 2012
| Parti           | Parti                     | Candidat          | Votes   | %    |
| --------------- | ------------------------- | ----------------- | ------- | ---- |
|                 | Démocrate                 | Jared Huffman     | 226 216 | 71,2 |
|                 | Républicain               | Daniel W. Roberts | 91 310  | 28,8 |
| Total des votes | Total des votes           | Total des votes   | 317 526 | 100% |
|                 | Les Démocrates conservent |                   |         |      |

### 2014
| Parti           | Parti                     | Candidat                | Votes   | %    |
| --------------- | ------------------------- | ----------------------- | ------- | ---- |
|                 | Démocrate                 | Jared Huffman (sortant) | 163 124 | 75,0 |
|                 | Républicain               | Dalek K Mensing         | 54 400  | 25,0 |
| Total des votes | Total des votes           | Total des votes         | 217 524 | 100% |
|                 | Les Démocrates conservent |                         |         |      |

### 2016
| Parti           | Parti                     | Candidat                | Votes   | %    |
| --------------- | ------------------------- | ----------------------- | ------- | ---- |
|                 | Démocrate                 | Jared Huffman (sortant) | 254 194 | 76,9 |
|                 | Républicain               | Dalek K Mensing         | 76 572  | 23,1 |
| Total des votes | Total des votes           | Total des votes         | 330 766 | 100% |
|                 | Les Démocrates conservent |                         |         |      |

### 2018
| Parti           | Parti                     | Candidat                | Votes   | %    |
| --------------- | ------------------------- | ----------------------- | ------- | ---- |
|                 | Démocrate                 | Jared Huffman (sortant) | 243 081 | 77,0 |
|                 | Républicain               | Dalek K Mensing         | 72 576  | 23,0 |
| Total des votes | Total des votes           | Total des votes         | 315 657 | 100% |
|                 | Les Démocrates conservent |                         |         |      |

### 2020
| Parti           | Parti                     | Candidat                | Votes   | %    |
| --------------- | ------------------------- | ----------------------- | ------- | ---- |
|                 | Démocrate                 | Jared Huffman (sortant) | 294 435 | 75,7 |
|                 | Républicain               | Dalek K Mensing         | 94 320  | 24,3 |
| Total des votes | Total des votes           | Total des votes         | 388 755 | 100% |
|                 | Les Démocrates conservent |                         |         |      |

### 2022
La Californie a tenu sa Primaire Jungle le 5 mars 2024, selon ce système de Primaire, tous les candidats sont sur le même bulletin de vote, et les deux arrivés en tête s'affronteront le jour de l'Élection Générale, à savoir le 5 novembre 2024.
| Primaire Jungle du 2e district congressionnel de Californie | Primaire Jungle du 2e district congressionnel de Californie | Primaire Jungle du 2e district congressionnel de Californie | Primaire Jungle du 2e district congressionnel de Californie | Primaire Jungle du 2e district congressionnel de Californie |
| ----------------------------------------------------------- | ----------------------------------------------------------- | ----------------------------------------------------------- | ----------------------------------------------------------- | ----------------------------------------------------------- |
| Parti                                                       | Parti                                                       | Candidat                                                    | Votes                                                       | %                                                           |
|                                                             | Démocrate                                                   | Jared Huffman (sortant)                                     | 145 245                                                     | 68,7                                                        |
|                                                             | Républicain                                                 | Douglas Brower                                              | 18 102                                                      | 8,6                                                         |
|                                                             | Républicain                                                 | Chris Coulombe                                              | 17 498                                                      | 8,3                                                         |
|                                                             | Démocrate                                                   | Beth Hampson                                                | 14 262                                                      | 6,7                                                         |
|                                                             | Républicain                                                 | Archimedes Ramirez                                          | 12 202                                                      | 5,8                                                         |
|                                                             | Républicain                                                 | Darian Elizondo                                             | 4012                                                        | 1,9                                                         |

| Élection de 2022 du 2e district congressionnel de Californie | Élection de 2022 du 2e district congressionnel de Californie | Élection de 2022 du 2e district congressionnel de Californie | Élection de 2022 du 2e district congressionnel de Californie | Élection de 2022 du 2e district congressionnel de Californie |
| ------------------------------------------------------------ | ------------------------------------------------------------ | ------------------------------------------------------------ | ------------------------------------------------------------ | ------------------------------------------------------------ |
| Parti                                                        | Parti                                                        | Candidat                                                     | Votes                                                        | %                                                            |
|                                                              | Démocrate                                                    | Jared Huffman (sortant)                                      | 229 720                                                      | 74,4                                                         |
|                                                              | Républicain                                                  | Douglas Brower                                               | 79 029                                                       | 25,6                                                         |
| Total des votes                                              | Total des votes                                              | Total des votes                                              | 308 749                                                      | 100%                                                         |
|                                                              | Les Démocrates conservent                                    |                                                              |                                                              |                                                              |

### 2024
| Primaire Jungle 2024 du 2e district congressionnel de Californie | Primaire Jungle 2024 du 2e district congressionnel de Californie | Primaire Jungle 2024 du 2e district congressionnel de Californie | Primaire Jungle 2024 du 2e district congressionnel de Californie | Primaire Jungle 2024 du 2e district congressionnel de Californie |
| ---------------------------------------------------------------- | ---------------------------------------------------------------- | ---------------------------------------------------------------- | ---------------------------------------------------------------- | ---------------------------------------------------------------- |
| Parti                                                            | Parti                                                            | Candidat                                                         | Votes                                                            | %                                                                |
|                                                                  | Démocrate                                                        | Jared Huffman (sortant)                                          | 170 271                                                          | 73,4                                                             |
|                                                                  | Républicain                                                      | Chris Coulombe                                                   | 38 039                                                           | 16,4                                                             |
|                                                                  | Républicain                                                      | Tief Gibbs                                                       | 18 834                                                           | 8,1                                                              |
|                                                                  | Indépendant                                                      | Jolian Kangas                                                    | 3276                                                             | 1,4                                                              |
|                                                                  | Indépendant                                                      | Jason Brisendine                                                 | 1411                                                             | 0,6                                                              |

| Élection de 2024 du 2e district congressionnel de Californie | Élection de 2024 du 2e district congressionnel de Californie | Élection de 2024 du 2e district congressionnel de Californie | Élection de 2024 du 2e district congressionnel de Californie | Élection de 2024 du 2e district congressionnel de Californie |
| ------------------------------------------------------------ | ------------------------------------------------------------ | ------------------------------------------------------------ | ------------------------------------------------------------ | ------------------------------------------------------------ |
| Parti                                                        | Parti                                                        | Candidat                                                     | Votes                                                        | %                                                            |
|                                                              | Démocrate                                                    | Jared Huffman (sortant)                                      | 272 883                                                      | 71,9                                                         |
|                                                              | Républicain                                                  | Chris Coulombe                                               | 106 734                                                      | 28,1                                                         |
| Total des votes                                              | Total des votes                                              | Total des votes                                              | 379 617                                                      | 100%                                                         |
|                                                              | Les Démocrates conservent                                    |                                                              |                                                              |                                                              |